# 대니얼 베스
다니엘 베스(Daniel Bess, 1977년 10월 8일 ~ )는 미국의 배우, 텔레비전 배우이다.
호놀룰루에서 태어났다.

## 영화
- 왓 어바웃 브라이언 (2006년)
- 콘스텔레이션 (2005년)
- 뮌헨 (2005년)
- 베로니카 마스 (2004년)
- 섹스 아카데미 (2001년)
- 24 시즌1 (2001년)
- CSI 라스베가스 시즌1 (2000년)